# Камышеваха (Краснодарский край)
Камышеваха — село в Новокубанском районе Краснодарского края.
Входит в состав Ляпинского сельского поселения.

## География

### Улицы
- ул. Коммунаров,
- ул. Хлеборобская.

## Население
| 2002 | 2010 |
| ---- | ---- |
| 509  | ↗543 |